# La tribù del pallone
La tribù del pallone (Die Wilden Fußballkerle) è una serie di romanzi per bambini dello scrittore tedesco Joachim Masannek, con protagonista una squadra di calcio, gli Scatenati.

## Romanzi
- La tribù del pallone - Leo il re del dribbling (Die wilden Fussballkerle - Band 1: Leon der Slalomdribbler) (2002)
- La tribù del pallone - Felix il tornado (Die wilden Fussballkerle - Band 2: Felix der Wirbelwind) (2002)
- La tribù del pallone - Vanessa senza paura (Die wilden Fussballkerle - Band 3: Vanessa die Unerschrockene) (2002)
- La tribù del pallone - Pablo un muro in difesa (Die wilden Fussballkerle - Band 4: Juli die Viererkette) (2002)
- La tribù del pallone - Deniz la locomotiva (Die wilden Fussballkerle - Band 5: Deniz die Lokomotive) (2002)
- La tribù del pallone - Rudi l'eroe (Die wilden Fussballkerle - Band 6: Raban der Held) (2002)
- La tribù del pallone - Maxi piede di velluto (Die wilden Fussballkerle - Band 7: Maxi „Tippkick“ Maximilian) (2003)
- La tribù del pallone - Fabi l'ala destra (Die wilden Fussballkerle - Band 8: Fabi, der schnellste Rechtsaußen der Welt) (2003)
- La tribù del pallone - Teddy l'asso nella manica (Die wilden Fussballkerle - Band 9: Joschka, die siebte Kavallerie) (2004)
- La tribù del pallone - Toni il numero 10 (Die wilden Fussballkerle - Band 10: Marlon, die Nummer 10) (2004)
- La tribù del pallone - Yo-Yo danza con il pallone (Die wilden Fussballkerle - Band 11: Jojo, der mit der Sonne tanzt) (2004)
- La tribù del pallone - Roche il mago (Die wilden Fussballkerle - Band 12: Rocce, der Zauberer) (2005)
- La tribù del pallone - Markus l'imbattibile (Die wilden Fussballkerle - Band 13: Markus, der Unbezwingbare) (2005)
- Die wilden Fussballkerle - Band 14: Der dicke Michi

## Trasposizione cinematografica
Dai romanzi della serie sono stati tratti sei film:
- La tribù del pallone - Sfida agli invincibili (Die Wilden Kerle – Alles ist gut, solange du wild bist!) (2003)
- La tribù del pallone - Uno stadio per la tribù (Die Wilden Kerle 2) (2005)
- La tribù del pallone - Tutti per uno (Die Wilden Kerle 3 – Die Attacke der Biestigen Biester) (2006)
- La tribù del pallone - Alla conquista della coppa (Die Wilden Kerle 4 – Der Angriff der Silberlichten) (2007)
- La tribù del pallone - L'ultimo goal (Die Wilden Kerle 5 – Hinter dem Horizont) (2008)
- La tribù del pallone - La leggenda vive (Die Wilden Kerle 6 - Die Legende lebt) (2016)

## Personaggi

### Scatenati
- Leo (Leon) (episodi 1-5) (Jimi Blue Ochsenknecht) "Il re del dribbling": capitano degli Scatenati, in campo si dimostra spesso molto egoista, anche se durante la partita contro gli Invincibili riesce a mettere da parte questo atteggiamento servendo l'assist decisivo a Rudy. Leo è legatissimo al fratello maggiore Marlon. Si innamorerà di Vanessa.
- Vanessa (episodi 1-5) (Sarah Kim Gries) "Senza paura": è una ragazza che desidera far parte degli "Scatenati" e sogna di essere la prima donna a giocare in una squadra nazionale di calcio maschile. È molto brava nei rigori e vive con sua nonna. Si innamorerà di Leo.
- Marlon (episodi 1-4) (Wilson Gonzalez Ochsenknecht) "il numero 10": fratello di Leon e molto più altruista e comprensivo di quest'ultimo. Nonostante non lo faccia presente, soffre molto perché spesso non viene preso in considerazione e viene messo in secondo piano rispetto a Leon;
- Rudy (Raban) (episodi 1-5) (Raban Bieling) "L'eroe": è il meno abile tra gli "Scatenati" e, proprio per questo motivo, viene cacciato dalla squadra da Leo insieme a Josh. Ciononostante non smette mai di sostenere i suoi amici e, in ultimo, gioca un grande ruolo nella partita contro gli Invincibili;
- Josh (Joschka) (episodi 1-5) (Kevin Iannotta) "Il settimo reggimento cavalleria": fratello minore di Juli e migliore amico di Rudy, viene anche lui cacciato dalla squadra da Leo. In seguito si riunisce ai suoi amici nella partita finale;
- Markus (episodi 1-5) (Leon Wessel-Masannek) "L'imperforabile": è il portiere degli Scatenati e ha una passione per i motori. Leon afferma che è talmente bravo che se qualcuno riuscisse a segnare un gol contro di lui entrerebbe nel Guinness dei Primati;
- Maxi (episodi 1-5) (Marlon Wessel) "Piede di velluto": è un ragazzo di poche parole, anche se "parla" poi sul campo grazie ai suoi potentissimi tiri. È conosciuto come il giocatore con il tiro più potente del mondo e ha un padre molto severo che si oppone in ogni modo alla sua volontà di giocare a calcio;
- Juli (episodi 1-3) (Jonathan Beck, Konrad Baumann) "Un muro in difesa": fratello maggiore di Josh, porta sempre una coppola in testa ed è sempre un po' polemico con Leo. Viene considerato il viaggiatore per eccellenza, visto che conosce tutte le strade e tutti i luoghi, ed è inoltre un ottimo cuoco;
- Jojo (Filippo Dattola) (episodio 1) "Che balla col pallone": viene reclutato da Leo, insieme a Markus, per giocare contro gli Invincibili e segna un goal durante la partita. È molto amico di Markus e vive in un orfanotrofio;
- Deniz (Deniz Sarsilmaz) (episodio 2)" La locomotiva": attaccante degli Scatenati, aiuta Leo a convincere Vanessa a ritornare nella squadra. Si dimostra essere molto amico di Leon aiutandolo in numerose occasioni;
- Nerv (episodi 3-5) (Nick Romeo Reimann) "Tiro al volo in mezza rovesciata dritto nell'angolino": è il più piccolo degli "Scatenati", ma non il meno bravo, e la sua specialità è il tiro al volo in mezza rovesciata dritto nell'angolino. Appare dal terzo episodio dopo la partita contro la nazionale e riunirà la squadra con l'aiuto di Juli e Maxi. Nel quarto episodio diventerà il fratellastro di Maxi anche se lo considera come un fratello di sangue; conosce Klette, e i due diventeranno molto amici, anche se lei considera il loro rapporto come più di una amicizia; lui non riesce mai a capire se Klette sia un maschio o una femmina;
- Klette (episodi 4-5) (Janina Fautz): appare dal quarto episodio, ragazza che faceva parte dei "Lupi" e si unì poi agli "Scatenati". Prova sempre a baciare Nerv, che è contrario, ma nell'ultimo episodio ce la farà con l'inganno. Durante la storia, confonde sempre Nerv sul suo vero sesso non rivelandogli mai che è una femmina. Spesso ha anche comportamenti molto maschili, per attestare che è forte quanto un ragazzo;
- Fabi (episodi 1, 3) "L'ala destra più veloce del mondo": nel primo episodio è il migliore amico di Leo, non ha paura delle ragazze a differenza degli altri ed è lui a coinvolgere Vanessa nella squadra, ed è inoltre molto innovativo e temerario; a causa dei comportamenti di Leo nei suoi confronti lascia gli Scatenati e in "Tutti per uno" forma una squadra di sole ragazze, le Vipere Striscianti. Fabi non si è mai visto giocare contro gli "Scatenati" ma ha combattuto contro Leo nello spareggio per decidere il vincitore, perdendo la sfida. Alla fine ritornerà amico di Leo ma non tornerà negli "Scatenati". Quando era ancora negli "Scatenati" fu il primo a notare le ragazze, tra cui Vanessa per cui aveva una cotta;

### Antagonisti

#### Invincibili
- Micki Cicciobullo (Dicker Michi) (Florian Heppert): capo degli "Invincibili". Dopo la sconfitta con gli "Scatenati" fa da servo agli avversari assieme ai suoi compagni;
- Falce
- Kong
- Piovra
- Tritacaviglie
- Occhi di Lardo
- Schiacciasassi

#### Skater
- Gonzo Gonzales (Lennard Bertzbach): è un ragazzo un po' strano, al servizio di una strega di nome Staraja Riba. Vanessa prende una cotta per lui, che farà di tutto per riavere il suo cuore quando lei tornerà dai suoi amici. Nel secondo episodio, a 15 anni, è un bravo skater che si fa chiamare "Vampiro Pallido". I suoi amici più fidati sono Sexy Jamie e Picchio;
- Sexy Jamie: è una skater, molto brava e non sembra affatto femminile. È conosciuta per dispensare baci non voluti, tra cui uno anche a Rudy, che in suo onore, per provare una catapulta, costruirà una bambola gigante che le assomiglia e gli dirà: "Arrivederci Sexy Jamie!" prima di lanciarla. Sexy Jamie è il membro più fidato degli skater;
- Picchio: soprannominato da Leo "Picchio Pinocchio" è uno skater che mostra molte caratteristiche serpentine ed è il terzo per importanza nella banda di Gonzo. Non si tira mai indietro e non aspetta altro che "sputare le sue sentenze". Spaventa quasi tutti gli "Scatenati", tranne Leo;

#### Vipere Striscianti
- Lissy (Laura Dickenberger): è la ragazza più forte delle "Vipere Striscianti". Il suo colpo più forte è il destro rovesciato. Sebbene molto bella ha spesso comportamenti maschili. Ogni volta che vede Leon gli ripete che è il suo mito; spesso appare emotivamente fredda e tra le ragazze è colei che detta legge, anche se prende ordine da Fabi. Lissi è quella che più volte va a parlare con Leon chiedendogli la resa o una sfida. Ad un duello con Leo esce vincitrice;
- Kissy
- Laramoon
- Aisha
- Anna
- Yvette
- Sarah
- Fli Flà

#### Lupi
- Erik (David Bode): capitano dei "Lupi". Fratello di Jaromir, con il quale un anno prima ha litigato per Horizon. Sul suo petto sono tatuate a croce due parole: "Perdente e Traditore". Erik prima di incontrare Horizon aveva una ragazza, Freya, che avverte Vanessa di perdere apposta, così che Horizon non mettà gli occhi su Leon (cosa che invece accade) perché lei ha perso Erik, che, anche se la odia, continua ad essere innamorato di lei;
- Coyote Karlheinz: L'allenatrice dei Lupi.
- Freya
- Tronje
- Gilliad
- Run
- Bern

#### Silverlite
- Horizon (Anne Muhlmeier): è l'asso nella manica dei "Silverlite", oltre che il capitano. Ragazza molto bella che si innamorerà di Marlon (che le dà il nome di Horizon). Di natura pare essere una seduttrice che ama giocare con i sentimenti degli altri, infatti intreccerà la sua vita con due fratelli di nome Jaromir ed Erik, che combatteranno per lei, arrivando persino ad odiarsi, come farà con Leo e Marlon. Tra lei e Leo nascerà un sentimento, ma il ragazzo negherà tutto. Si innamora di Marlon, perché è l'unico che supera la vendetta e sceglie l'amore.
- Jaromir (Tobias Fahlberg): componente dei "Silverlite" ed ex membro dei "Lupi". Fratello di Erik con il quale ha litigato per Horizon un anno prima e di cui è ancora innamorato; nonostante questo non può averla, perché Horizon non sembra interessata a lui. Spesso è geloso dei due fratelli, Marlon e Leo: di Marlon perché è innamoratissimo di lei, di Leo per il fatto che lei sembra più propensa verso di lui;

#### Cercatori di Ombre
- Darkside (Marvin Unger): capitano dei "Cercatori di ombre". È innamorato di Vanessa. Nel passato era innamorato e ricambiato da Blossom, che ha morso cento anni prima. Ha paura di restare per l'eternità da solo e teme l'uomo di petra, distrugge tutte le statue dei vampiri pietrificati ma non riesce a distruggere quella di Leo. Pare essere molto convincente e prova un amore passionale. Vive del ricordo del sapore delle cose;
- Blossom (Paula Schramm): fa parte dei vampiri e all'inizio seduce Maxi ma poi se ne innamora. Blossom era innamorata di Darkside e fu morsa da lui cento anni prima, ma appena lui la vampirizzò l'amore per lui svanì come successe a Vanessa. Nel corso dei suoi cento anni, per prendere il sangue e rimanere giovane ha sedotto molti ragazzi, ma nel sonno ha morso solo Leo e di Maxi si è innamorata. Ha la costante paura di diventare vecchia e di non essere più amata. Il suo desiderio più morboso è rivedere il sole. Romperà la maledizione per sé e per Maxi, che si era fatto trasformare in vampiro;
- Düsentrieb (Sarah Horvath): Portiere dei "Cercatori di ombre", si innamorerà di Markus. Düsentrieb non è molto bella e femminile e non è in grado di sedurre. Nonostante questo Markus si innamorerà, proprio grazie alla loro passione comune per i motori. Düsentrieb è assuefatta dai baci di Markus, questo pare essere il suo unico morboso desiderio;
- Marry (Ella-Maria Gollmer) e Terry (Nathalie Kutschera): due vampire, apparentemente gemelle. Si innamorano, rispettivamente, di Josh e Rudy;
- Jeckyl (Sandro Iannotta) e Hyde (Bruno Schubert): i più giovani e distratti tra i vampiri, si infatuano entrambi di Klette. Sotto richiesta della ragazza devono sedurla, pur non sapendo come fare. Entrambi i fratelli non hanno mai morso nessuno, per questo quando mordono Klette sul collare d'argento sono certi di aver fatto bene;
- Ink Oink: È un ragazzo che finge di essere stato di pietra e poi di essersi liberato e per questo i vampiri lo temono; è proprio lui che aiuterà in un'occasione gli "Scatenati" a fuggire.

### Adulti
- Sig. Maximilian (Uwe Ochsenknecht): è il padre di Maxi, e successivamente anche di Nerv in quanto sposerà la madre di quest'ultimo. È un arcigno direttore di banca che fa tutto il possibile per evitare che il figlio giochi a calcio;
- Strega di Bogenhausen (episodio 3) (Claudia Michelsen): madre di Nerv, soprannominata così proprio da suo figlio. È una donna acida e brusca che vuole impedire al figlio di divertirsi ed "essere uno scatenato"; sarà la moglie del Sig. Maximilian;
- Willi (Rufus Beck) (episodio 1): è l'allenatore degli "Scatenati", proprietario del chiosco della Bolgia infernale. Cerca di insegnare a Leon di essere più altruista e disponibile.
- Acci Benacci (Hadschi Ben Hadschi) (Adnan Mural) (episodio 3): è un fruttivendolo e un inventore ed anche una sorta di rifornitore degli Scatenati; infatti, nel terzo episodio, rifornisce la squadra con attrezzature, divise e cibo;
- Papà di Leon e Marlon (Tim Wilde) (episodi 1-2): cerca sempre di aiutare la squadra nei loro problemi, anche se a Leon e a Marlon non piace che si intrometta nei loro affari;
- Nonna di Vanessa (Cornelia Froboess) (episodio 1): è la nonna di Vanessa e cerca sempre di far capire alla nipote che nella vita non si deve mollare mai.